# Honduras en los Juegos Olímpicos de Pekín 2008
Honduras estuvo representado en los Juegos Olímpicos de Pekín 2008 por un total de 25 deportistas, 23 hombres y 2 mujeres, que compitieron en 5 deportes.
El portador de la bandera en la ceremonia de apertura fue el practicante de taekwondo Miguel Ferrera. El equipo olímpico hondureño no obtuvo ninguna medalla en estos Juegos.